# Thursday Night in San Francisco
Thursday Night in San Francisco è un album dal vivo del cantante e chitarrista statunitense Albert King, pubblicato nel 1990 ma registrato nel 1968.

## Tracce
1. San-Ho-Zay (Freddie King, Sonny Thompson) – 0:53
2. You Upset Me, Baby (B.B. King, Jules Taub) – 4:53
3. Stormy Monday (T-Bone Walker) – 8:37
4. Every Day I Have the Blues (Peter Chatman) – 4:17
5. Drifting Blues (Charles Brown, Johnny Moore, Eddie Williams) – 8:05
6. I've Made Nights By Myself (Albert King) – 6:44
7. Crosscut Saw (R.G. Ford) – 3:46
8. I'm Gonna Move to the Outskirts of Town (Andy Razaf, Casey Bill Weldon) – 7:41
9. Ooh-ee baby (Albert King) – 7:40

## Formazione
- Albert King – chitarra, voce
- Willie James Exon – chitarra
- James Washington – organo
- Roosevelt Pointer – basso
- Theotis Morgan – batteria